# Innokenti Smoktunovski
Innokenti Mijáilovich Smoktunovski (Tatiánovka, Tomsk, 28 de marzo de 1925-Moscú, 3 de agosto de 1994) fue un actor y escenógrafo ruso. Fue nombrado Artista del Pueblo de la URSS en 1974 y Héroe del Trabajo Socialista en 1990.

## Biografía

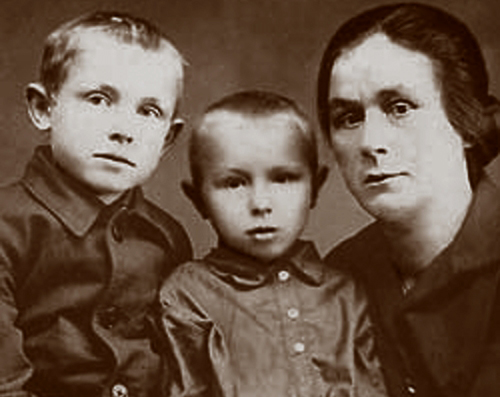
Smoktunovski (izquierda) con su hermano Vladímir y su tía en 1930

Nació en Tatiánovka, un pequeño pueblo siberiano, al norte de la gobernación de Tomsk, de etnia bielorrusa. Sirvió en el Ejército Rojo durante la Segunda Guerra Mundial y luchó en las batallas de Kursk , el Dnieper y Kiev. Estudió en la escuela de arte dramático anexa al Teatro Pushkin de Krasnoyarsk entre 1945 y 1946. Entre 1946 y 1954 trabajó como actor en los teatros de Norilsk, Majachkalá y Stalingrado. Desde 1954, integró la troupe del Teatro del Komsomol de Lenin de Moscú y desde 1955 el Teatro-Estudio de Actores de cine anexo a los estudios Mosfilm. En 1957, fue invitado por Georgy Tovstonogov a unirse al Teatro Dramático Bolshoi de Leningrado, donde sorprendió al público con su interpretación dramática del Príncipe Myshkin en El idiota de Dostoievski. Uno de sus mejores papeles fue el papel principal en Tsar Fyodor Ioannovich de Aleksey Konstantinovich Tolstoy (Teatro Maly, 1973). En ese mismo año se incorporó al Teatro de Arte de Moscú. 
Por su actuación en la película Hamlet de Grigori Kózintsev, recibió el premio Lenin en 1965. También recibió el premio Hermanos Vasíliev en 1971 por el papel de Porfiri Petróvich en el film Crimen y castigo de Lev Kulidzhánov. En 1974, fue nombrado Artista del Pueblo de la Unión Soviética.
En 1990, Smoktunovski ganó el Premio Nika en la categoría de Mejor Actor. Murió el 3 de agosto de 1994, en un sanatorio de Moscú, a la edad de 69 años.

## Carrera cinematográfica

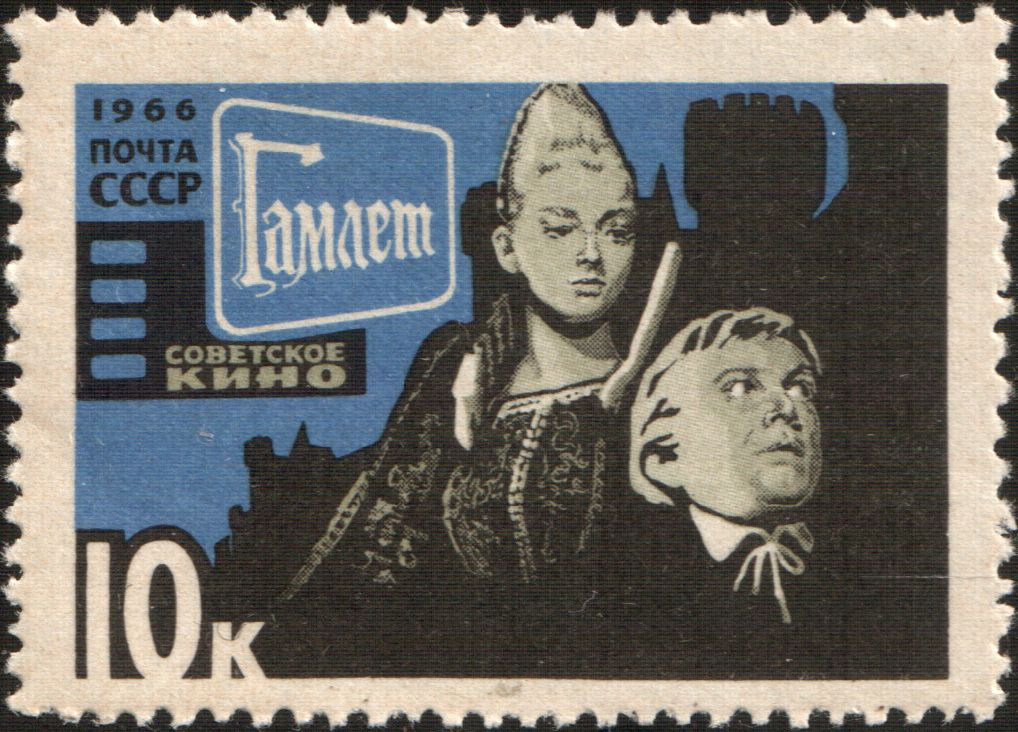
Smoktunovski como Hamlet con Anastasiya Vertínskaya en un sello soviético de 1966

Su carrera cinematográfica se inició con la película de Mijaíl Romm Nueve días en un año (1962). En 1964, interpretó el papel de Hamlet en la célebre versión cinematográfica de la obra de Shakespeare dirigida por Grigori Kózintsev, que le valió los elogios de Laurence Olivier y el Premio Lenin. Muchos críticos ingleses incluso calificaron el Hamlet de Smoktunovski por encima del interpretado por Olivier, en una época en que el de Olivier aún se consideraba definitivo. Smoktunovski creó un retrato heroico integral, que mezclaba lo que antes parecía incompatible: sencillez varonil y aristocratismo exquisito, bondad y sarcasmo cáustico, mentalidad burlona y abnegación.
Smoktunovski se dio a conocer al gran público como Yuri Détochkin en la sátira policíaca de Eldar Riazánov Cuidado con el coche (1966), que reveló las extraordinarias dotes cómicas del actor. Más tarde, interpretó a Piotr Ilich Chaikovski en Tchaikovsky (1969), al Tío Vania en la versión cinematográfica de Andréi Konchalovski de la obra de Chéjov (1970), al Narrador en El espejo (1975) de Andréi Tarkovski, a un anciano en En jueves y nunca jamás (1977) de Anatoli Efros, y a Salieri en Pequeñas tragedias (1979) de Mijaíl Schweitzer, basadas en obras de Aleksandr Pushkin.

## Comentarios de críticos y directores
En 1959, Naum Berkovski en un artículo dedicado a El Idiota de Tovstonógov, describió a Innokenti Smoktunovski como un actor de estilo intelectual, capaz de combinar el gesto, la mímica y la pose con el "juego del alma". Señaló que este estilo escénico tiene su propia tradición, encarnada en nombres como Pável Orléniev (el primer intérprete del papel de Fiódor Ioánnovich en la tragedia Zar Fiódor Ioánnovich de Alekséi Konstantínovich Tolstói), Alexander Moissi y Mijaíl Chéjov. Sin embargo, se apresuró a pasar por alto el punto: "De los críticos sería una inmodestia para equiparar arbitrariamente el joven actor a los nombres ilustres del pasado ... Smoktunovski todo por delante, que va a demostrar a sí mismo, qué lugar debe ocupar en el teatro" 
En el escenario teatral y en el cine, el actor interpretó diversos papeles: el príncipe Myshkin y Iúdushka Golovliov, Hamlet, Yuri Détochkin. Lo que tenían en común era su marcada introversión. Sobre la película Soldados, en la que el actor llamó la atención por primera vez, escribieron en 1966 Inna Soloviova y Vera Shítova:

En circunstancias de guerra, donde la separatividad parece a la vez imposible y extraña, el héroe de Smoktunovski... poseía una especie de singularidad orgánica, una separatividad de su existencia. Esto fue determinante para todos los papeles, sin excepción, interpretados por un actor: no es fácil de explicar, pero es asombrosamente visible la separación de sus personajes.

Héroes Smoktunovski siempre sociable, siempre muy en contacto, la entonación misma es siempre ... en busca de retroalimentación. Y, sin embargo, la gente que jugó, atraer y molestar a nosotros, la integridad oculta de su núcleo interno ... Y si el espectador a la pregunta de lo que le gusta Smoktunovski, por lo general responde: "Su encanto" - esta respuesta y verdadero y falso. El encanto de Smoktunovski no está en el actor′s encanto, que casi no lo hace, pero en esto, tan raro, incluso para la pantalla moderna encanto de la compleja, separada, que resulta cada vez difícil e inagotable ... Esta es la clave para un sorprendente a primera vista, que la parte superior de sus papeles son a veces pasajes silenciosos o minutos de aparente inacción

| Es atractivo porque hay una luz interior en él, no puedo llamarlo de otra manera. Me llama la atención el misterio de su proceso creativo: no se puede explicar. No se puede trabajar con él como con otros actores, no se le puede doblegar a la lógica, hay que dejarle vivir... |

Tal pasaje mudo fue recordado por la crítica, en particular en la película Nueve días de un año - cuando Ilyá Kulikov aparecía solo en un túnel vacío, y el público no podía ver su rostro ni oír su voz, pero su andar lo tenía todo.
Hamlet, interpretado por el actor en la película Grigori Kózintsev, es melancólico, reflexivo, refinado y al mismo tiempo para el propio actor era sobre todo un luchador - "por lo humano en el hombre". Los críticos reprocharon al actor que para su Hamlet no existía el ¿ser o no ser? El propio actor ha dicho que no considera que el famoso monólogo (en la película aparece abreviado) sea el clímax del papel, ni que el propio "Hamlet" sea un hombre de vacilaciones y dudas; El personaje de Shakespeare le parecía fuerte y resuelto, dotado de una "enorme voluntad espiritual y energía mental", su tragedia era la tragedia del conocimiento y no de la duda, y las palabras de  Vissarión Grigórievich Belinski se han convertido en su faro guía: Hamlet es tú, es nosotros, es yo, es todo Hamlet Smoktunovsky, señaló el crítico, habría tenido suficiente voluntad y determinación para vengar inmediatamente a su padre, y vacila porque su pensamiento -no sólo sobre Claudia. "Si es posible acercar al héroe shakesperiano lo más posible a nosotros", escribió Maya Turóvskaya, "Smoktunovski lo consigue".
El papel, que había sido la "corona" de muchos actores célebres antes que él, entre ellos Lawrence Olivier y Mijaíl Chéjov, supuso para el actor un amplio reconocimiento internacional, fue muy elogiado por el público, la crítica e incluso sus compañeros de reparto, pero el propio actor siguió insatisfecho tanto con su trabajo como con la interpretación de la tragedia por parte del director. En general, rara vez estaba satisfecho de sí mismo; según Bella Yezerskaya, al final de su vida, de los doscientos papeles interpretados en teatro y cine, el actor sólo diez los consideraba un éxito perfecto: "Incluso el "Zar Fiódor Ioánnovich", que los críticos clasificaron entre sus obras maestras, no lo considera un éxito".
En los años sesenta, al actor se le ha reprochado a menudo que, en todos sus papeles, repitiera de algún modo al Príncipe Myshkin. Raisa Benyash lo consideraba ya entonces el mayor engaño: "La excitación lírica, la inteligencia orgánica, la sutileza intelectual, la agudización de las tareas morales, el aumento de la sensibilidad en la percepción de los demás - todo lo cual es una parte integral de la personalidad creativa de Smoktunovski, muchos toman por un bien personal del príncipe Myshkin". De hecho, Smoktunovski, como actor personaje, como nadie, fue capaz de seguir siendo él mismo en una variedad de papeles. A los 58 años, por primera vez se le pidió que, en la obra del Teatro de Arte de Moscú La familia Golovliov, interpretara el personaje de una "entidad fuertemente negativa" - Iúdushka Golovliov, una "escoria" que estrangula toda la vida a su alrededor y mata con palabrería vacía. Smoktunovski al principio se tomó la sugerencia como un insulto; pero, al sugerir que todo el mundo tiene al menos una gota de tal Iúdushka, encontró esa gota también en sí mismo - y Porfiri Golovliov (alias Iúdushka) se convirtió en uno de sus mejores papeles. Según Smelyanski, "uno se quedaba estupefacto ante los secretos en los que miraba el artista".
"Smoktunovski," escribió Benyash mucho antes que Ivánov de Chéjov y Golovliov de Saltykov-Shchedrín, "es un actor de verdadera y sutil transfiguración. La fluidez y diversidad de sus personajes, incluida su apariencia externa, no se consigue mediante el maquillaje, sino a través de un complejo cambio de ritmos, formas de comunicarse con la gente y de ajustarse con precisión a la onda emocional de una persona determinada. Esto conduce a un cambio de las adaptaciones internas, mentales. Incluso toda la estructura de la existencia cambia, el movimiento del pensamiento, la plasticidad, siempre precisa y extremadamente diversa... Incluso una misma cualidad humana es transformada irreconociblemente por un actor, apareciendo en personas diferentes.
A juzgar por los papeles que a Smoktunovski le ofrecían a menudo en el cine, a los directores les parecía que este actor podía hacer cualquier cosa, incluso sacar adelante una película francamente floja; de hecho, y así lo señalaron los críticos en más de una ocasión, estaba mucho más necesitado de drama de calidad que de actores mediocres; Sus logros más altos se deben principalmente al repertorio clásico, en el moderno, a veces le faltaba mucho carácter tridimensional, especialmente en las películas, donde la originalidad de la personalidad, según el actor, a menudo tratan de sustituir "efecto externo, ángulos inesperados
La película La visita nocturna de Vladímir Shrédel es presentada por Soloviova y Shítova como El idiota, escrita no por Dostoyevski, sino por Ganya Ívolguin, en plena concordancia con la forma en que interpreta los objetivos y motivos de Myshkin en la novela: tanto el desinterés como la sensibilidad hacia el prójimo en el personaje de Smoktunovski, Pal Pálych, convertidos en sofisticados medios de extorsión. El "don de la separatividad" señalado por los críticos en la torpemente instructiva película Vladímir Shredel, como si fuera una burla al actor, fue utilizado para demostrar que las personas complejas no existen realmente y que cualquier complejidad puede descomponerse en varios componentes simples y mezquinos. Y aunque el actor, como señaló Borís Tulíntsev, agrandó el personaje, dándole un sentido casi místico, fue incapaz de superar la naturaleza defectuosa del guion.
Al mismo tiempo, la "tarjeta de visita" del actor en el cine, en no menor medida que Hamlet, fue Yuri Détochkin en la comedia lírica de Eldar Riazánov Cuidado con el coche, donde volvió a demostrar su dominio de la inmersión en la imagen, interpretando de nuevo a Hamlet, pero ya no como Smoktunovski, sino como un mediocre actor de teatro aficionado. Después de su rechazo debido a la ocupación y la fatiga, Riazánov intentó muchos actores finos para este papel, como Leonid Kuravliov, con toda la credibilidad y veracidad. A algunos, como Oleg Yefrémov, se les daba bien representar a Détochkin, pero no lo eran y, por tanto, daban la impresión de ser un "lobo con piel de cordero" . Todo confluía en el actor, incluida su extrañeza natural: "Él mismo llegó a la pantalla como un individuo", escribió Riazánov. - Su distintiva personalidad humana dio ese efecto de desfamiliarizar  al personaje de Détochkin, que yo sólo podía desear. Esto no se consigue con muecas, trucos o trucos de actor.
Tanto en vida como tras su muerte, el actor recibió los más altos epítetos, que sólo podían encontrarse en lengua rusa, no sólo era un "genio", sino también "el primero, el primer artista de Rusia". Oleg Yefrémov, que no pudo hablar en el funeral, incluso después de su partida se negó a llamarlo "grande": había muchos "grandes", Smoktunovski era uno para Yefrémov.

## Filmografía como actor
- Soldados (1956)
- Cómo engañó a su marido (1956)
- Asesinato en la calle Dante (1956)
- Tormenta (1957)
- Junto a nosotros (1957)
- Visita nocturna (1958)
- Primer día (1958)
- La carta que no se envió (1959)
- Hasta la próxima primavera (1960)
- Nueve días de un año (1961)
- Año bisiesto (1961)
- Hamlet (1964)
- Primer visitante (1965)
- En un planeta (1965)
- El último mes de otoño (1965)
- El pequeño príncipe (1966)
- Cuidado con el coche (1966)
- Nivel de riesgo (1968)
- El primer amor (1968)
- El cadáver viviente (1968)
- Tchaikovsky, de Igor Talankin (1969)
- Crimen y castigo (1969)
- Tío Vania (1970)
- Viajaban en tranvía Ilf y Petrov (1971)
- El robo del fuego (1972)
- Moscú - Casiopea (1973)
- Cuando se cumplen los deseos (1973)
- Romance de los enamorados (1974)
- La elección de los fines (1974)
- Hija-madre (1974)
- El espejo (1974) de Andréi Tarkovski
- De la adolescencia a la ancianidad (1974)
- Anna y el comandante (1974)
- Estrella de la plena felicidad (1975)
- Ellos combatieron por la patria (1975)
- Los días del cirujano Mishkin (1976)
- La princesa del retrato (1976)
- La leyenda de Till (1976)
- Fantasía (1976)
- Confianza (1976)
- La estepa (1977)
- Enemigos (1977)
- El jueves y nunca más (1977)
- Suave estación (1978)
- La campana de otoño (1978)
- Pequeñas tragedias (1979)
- Moscú no cree en las lágrimas (1979) (Oscar a la mejor película extranjera)
- Tormentas nacientes (1981)
- El pequeño vagabundo (1981)
- ¿Bromas? (1981)
- La dama de picas (1982)
- El robo (1982)
- Únicum (1983)
- Dos debajo de un paraguas. Cuento de abril (1983)
- Amor tardío (1983)
- Mi hermana Liusia (1985)
- Los hijos del sol (1985)
- La extraña historia del doctor Jekyl y mister Hyde (1985)
- Las aventuras de Sherlock Holmes y mister Watson. Comienza el siglo XX (1986)
- El último camino (1986)
- El inicio de la Rus (1986)
- Sin sol (1987)
- Primer encuentro-Último encuentro (1987)
- Ojos negros (1987)
- Guardiamarina, ¡adelante! (1987)
- El heredero misterioso (1987)
- Al inicio de la noche (1987)
- Zona prohibida (1988)
- El corredor negro (1988)
- El corazón no es una piedra (1989)
- Trampa para hombres solos (1990)
- La madre (Hombres prohibidos) (1990)
- El sastre de damas (1990)
- Dina (1990)
- La revelación de Iván Fiódorov, el impresor (1991)
- La línea de la muerte (1991)
- La causa de Sujovó-Kobylin (1991)
- El genio (1991)
- El bloqueo de Venecia (1991)
- Quiero irme a América (1993)
- La fuente (1993)
- El oro (1993)
- El asesino (1993)
- La fiesta blanca (1994)
- El embrujado (1994)

## Premios y reconocimientos
Festival Internacional de Cine de San Sebastián
| Año  | Categoría                      | Película    | Resultado |
| ---- | ------------------------------ | ----------- | --------- |
| 1970 | Concha de Plata al mejor actor | Tchaikovsky | Ganador   |

## Eponimia
El planeta menor 4926 Smoktunovskij lleva su nombre. 